# Olympische Sommerspiele 1928/Teilnehmer (Ägypten)
| Gelbes Symbol für Goldmedaillen mit stilisierten Olympischen Ringen | Graues Symbol für Silbermedaillen mit stilisierten Olympischen Ringen | Braundes Symbol für Bronzemedaillen mit stilisierten Olympischen Ringen |
| ------------------------------------------------------------------- | --------------------------------------------------------------------- | ----------------------------------------------------------------------- |
| 2                                                                   | 1                                                                     | 1                                                                       |

Ägypten nahm an den Olympischen Sommerspielen 1928 in Amsterdam, Niederlande, mit einer Delegation von 32 Sportlern (allesamt Männer) teil.

## Medaillengewinner

### Gold
| Name            | Sportart     | Wettkampf                             |
| --------------- | ------------ | ------------------------------------- |
| Sayed Nosseir   | Gewichtheben | Halbschwergewicht                     |
| Ibrahim Mustafa | Ringen       | Halbschwergewicht, griechisch-römisch |

### Silber
| Name          | Sportart       | Wettkampf    |
| ------------- | -------------- | ------------ |
| Farid Simaika | Wasserspringen | Turmspringen |

### Bronze
| Name          | Sportart       | Wettkampf     |
| ------------- | -------------- | ------------- |
| Farid Simaika | Wasserspringen | Kunstspringen |

## Teilnehmer nach Sportarten

### Fechten
- Saul Moyal
Florett, Einzel: Halbfinale
Florett, Mannschaft: Vorrunde
Degen, Einzel: 10. Platz
Degen, Mannschaft: Viertelfinale

- Mahmoud Abdin
Florett, Einzel: Vorrunde
Florett, Mannschaft: Vorrunde

- Joseph Misrahi
Florett, Einzel: Vorrunde
Florett, Mannschaft: Vorrunde
Degen, Mannschaft: Viertelfinale

- Abu Bakr Ratib
Florett, Mannschaft: Vorrunde

- Salvator Cicurel
Florett, Mannschaft: Vorrunde
Degen, Einzel: 7. Platz
Degen, Mannschaft: Viertelfinale

- Elie Adda
Degen, Einzel: Vorrunde
Degen, Mannschaft: Viertelfinale

- Mohamed Charaoui
Degen, Mannschaft: Viertelfinale
Säbel, Einzel: Halbfinale

- Hassan Niazi
Säbel, Einzel: Vorrunde

### Fußball
- Herrenteam
4. Platz

- Kader
Abdel Halim Hassan
Abdel Hamid Hamdi
Ahmed Salem
Ahmed Soliman
Ali El-Hassani
Ali Riadh
Gamil El-Zobair
Gaber El-Soury
Mahmoud Houda
Mohamed Gamal
Moussa El-Ezam
Mohamed Ali Rostam
Mohamed Shemais
Sayed Abaza
Sayed Houda
Mahmoud Mokhtar El-Tetsh

### Gewichtheben
- Hussein Moukhtar
Mittelgewicht: 7. Platz

- Sayed Nosseir
Halbschwergewicht: Gold

### Ringen
- Ibrahim Kamel
Bantamgewicht, griechisch-römisch: 14. Platz

- Ali Kamel
Federgewicht, griechisch-römisch: 9. Platz

- Ibrahim Mustafa
Halbschwergewicht, griechisch-römisch: Gold

- Ibrahim Mohamed Sobhi
Schwergewicht, griechisch-römisch: 11. Platz

### Wasserspringen
- Farid Simaika
Kunstspringen: Bronze 
Turmspringen: Silber

- Abdel Moneim Mokhtar
Turmspringen: Vorkämpfe